# Crack (software)
Crack is een programma om met crypt versleutelde wachtwoorden op unix-systemen te achterhalen. Het programma werd ontwikkeld door Alec Muffet. De eerste versie zag op 15 juli 1991 op usenet het licht. De laatste versie dateert uit 2000. Crack staat systeembeheerders en computerkrakers toe om zwakke wachtwoorden met behulp van een woordenlijstaanval met configureerbare variaties boven water te halen.

## Versiegeschiedenis
De eerst publieke uitgave van Crack was versie 2.7a, die op usenet werden gepost op de groepen alt.sources en alt.security op 15 juli 1991.
Versie 4.0a kwam uit op 3 november 1991. Het was de belangrijkste versie omdat het verschillende functies introduceerde zoals woordenboek-gebaseerd het wachtwoord raden en ook via het netwerk wachtwoorden achterhalen behoorde tot de mogelijkheden.
Versie 5.0a introduceerde geen nieuwe functies, maar het was een versie waarbij enkel de code verbeterd werd.